# تاکاشی سایتو (بازیکن فوتبال)
تاکاشی سایتو (ژاپنی: 齋藤 恭志؛ زادهٔ ۲۵ دسامبر ۱۹۹۳) یک بازیکن فوتبال اهل ژاپن است.
از باشگاه‌هایی که در آن بازی کرده‌است می‌توان به باشگاه فوتبال ایواته گرولا موریوکا اشاره کرد.